# Uday Kiran

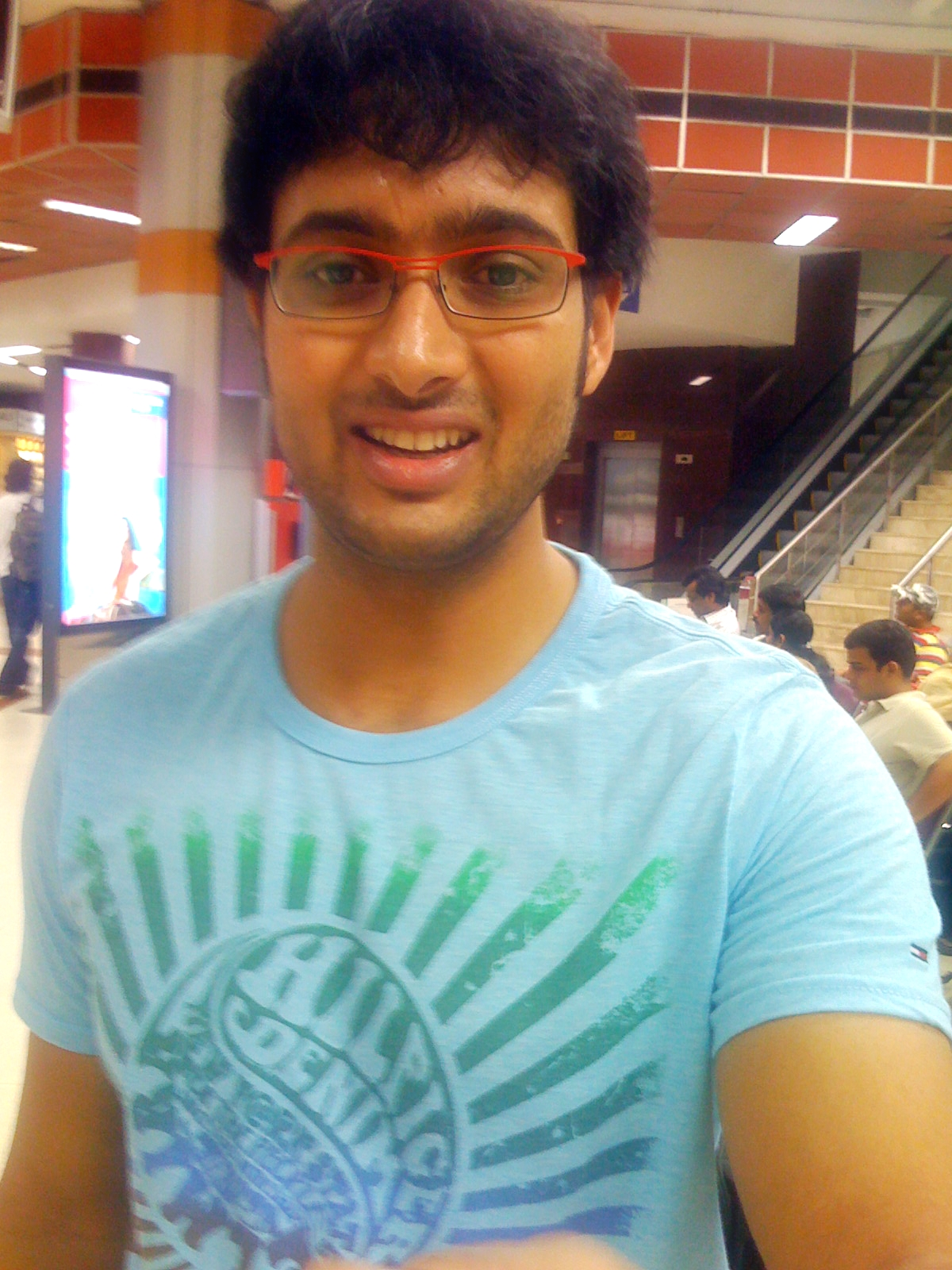
Uday Kiran (2009)

Vajapeya Uday Kiran (Telugu: ఉదయకిరణ్; * 26. Juni 1980 in Andhra Pradesh; † 6. Januar 2014 in Hyderabad, Andhra Pradesh) war ein indischer Filmschauspieler des Telugu-Films.

## Leben
Im Jahr 2000 spielte der damals 19-Jährige unter der Regie von Teja in seinem ersten Film mit dem Titel Chitram. Es folgten bis zu seinem Tode rund 18 weitere Filme. 2001 erhielt er für seine Rolle in Tejas Nuvvu Nenu den Filmfare Award South als bester Schauspieler in einem Telugu-Film. Man gab ihm den Spitznamen „Hattrick Hero“, weil er in einem Jahr gleich drei Kinohits landete. Auch für den tamilischen Film war Uday Kiran tätig, so spielte er 2006 in Poi von K. Balachander und 2008 in Vambu Sandai des Regisseurs Raj Kapoor. Festgelegt war er in seiner Karriere vor allem auf die Rollen von Liebhabern und Loverboys. Er heiratete 2012 seine Frau Vishita.
Uday Kiran beging am 6. Januar 2014 Suizid durch Erhängen.

## Filmografie (Auswahl)
- 2000: Chitram
- 2001: Nuvvu Nenu
- 2002: Holi
- 2002: Screeram
- 2003: Jodi No 1
- 2006: Poi
- 2012: Jai Sriram